# Närradio

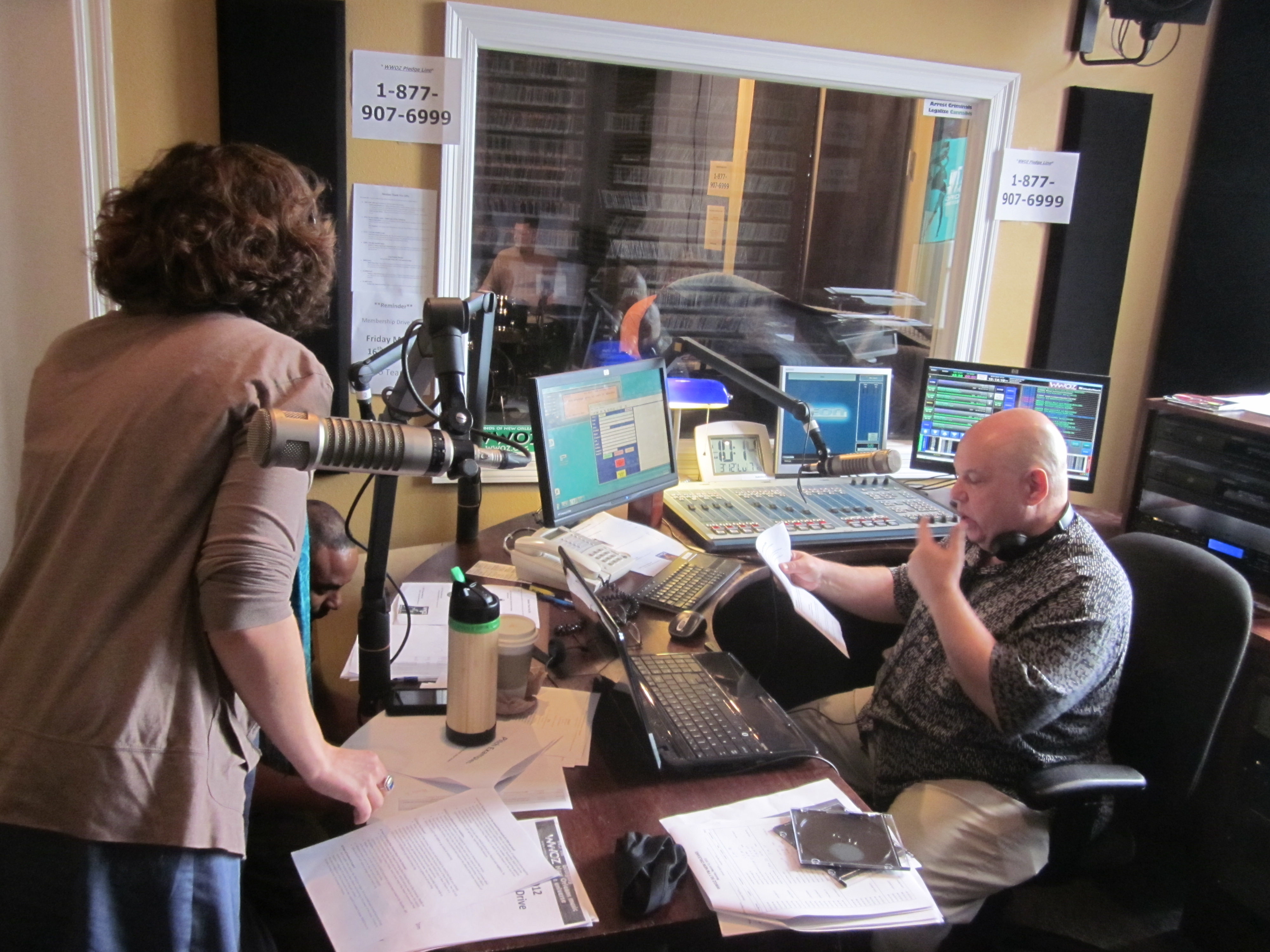
Community radio WWOZ i New Orleans.

Närradio är lokala föreningsstyrda radioutsändningar som inte sköts av Sveriges Radio. 
Sändningstillstånd ges av Mediemyndigheten. Närradio är ett unikt svenskt begrepp, som utomlands mest är känt som community radio eller icke-kommersiell lokal radio.

## Historia
Närradio infördes i Sverige på försök 1979. Först ut var Jönköping den 24 april 1979. Under året startade försök på ytterligare 15 orter i Sverige. Försöksverksamheten organiserades som en statlig utredning under namnet Närradiokommittén. Radiosändningarna reglerades från 1982 av Närradiolagen, som ersattes av Radio- och TV-lagen år 1996. Reklam var från början förbjudet, men lagen ändrades i och med att annan privat lokalradio blev tillåten 1993. Närradion har, till skillnad från Sveriges Radio, inga krav på sig om opartiskhet och saklighet.
Frikyrkliga grupper, framför allt Pingströrelsen men även Missionskyrkan och Frälsningsarmén, var pådrivande för införandet av närradio i Sverige. Tidningen Dagen, med band till Pingströrelsen, var också aktiv i debatten. Kyrkorna var också snabba att dra nytta av möjligheten att sända radio när försöksverksamheten öppnades upp. Närradiokommittén lät under en vecka 1980 undersöka innehållet i sändningarna på försöksorterna. Man fann att 100% av sändningarna i Mora, 90% av sändningarna i Jönköping och Kumla och 80% av sändningarna i Umeå var av religiös karaktär.
Närradions Riksorganisation (NRO) som bildades 1996 och Kristna Radionätet (KRN) som bildades 1992, är de enda riksorganisationerna för närradio i Sverige. NRO representerar mer än 600 lokala tillståndshavare av de omkring 1000 lokala föreningar som sänder närradio.

### Antal tillstånd  1979–1989
Antal stationerDatum05001 tn2 tn2 tn3 tn1979-09-241983-12-121987-11-09Antal stationer 
Varje förening som delade på en frekvens behövde ett eget tillstånd. Statistiken visar alltså antalet föreningar som hade tillstånd att sända närradio vid respektive tidpunkt. Data från Närradiokommitténs och Utredningens om vissa frågor om närradio betänkanden.

### Antal sändningstimmar 1979–1989
Sändningstimmar per veckaDatum01 tn2 tn3 tn4 tn5 tn6 tn1979-09-241983-12-121987-11-09Antal sändningstimma i mätningsveckan 
Grafen är en kombination av antalet närradiostationer och antalet timmar som respektive station sände under aktuell mätvecka. Data från Närradiokommitténs och Utredningens om vissa frågor om närradio betänkanden.

## Nutid
De flesta närradiostationer drivs i ideella former av och för det civila samhället (föreningsradio), men ett 25-tal drivs som privata reklamfinansierade stationer vid sidan av den officiella reklamradion. Ny lagstiftning år 2010 underlättade för närradiostationer att sända i nätverk över kommungränser, och även rikstäckande. Ur ett internationellt perspektiv är Sverige det enda land som tillåter att privata företag kan ta över närradiofrekvenser för kommersiellt bruk.
År 2025 finns det cirka 490 närradiotillstånd i Sverige.